# Roberto Luis Settecase
Roberto Luis Settecase (30 de enero de 1959 en Rosario, Santa Fe, Argentina), es un exjugador de fútbol, profesor de educación física y actual director técnico de fútbol. Comenzó su carrera deportiva en las inferiores del Club Atlético Rosario Central a los 12 años de edad, a los 18 años pasó a la reserva. Debutó en primera división en el mismo club en 1979 bajo las órdenes de Ángel Tulio Zof.

## Carrera

### Como jugador
| Club            | País                    | Año       |
| --------------- | ----------------------- | --------- |
| Rosario Central | Rosario, Argentina      | 1979-1981 |
| Atlético        | Pascanas, Argentina     | 1983      |
| Recreativo      | Laborde, Argentina      | 1984      |
| El Porvenir     | Buenos Aires, Argentina | 1985      |
| Olimpo          | Laborde, Argentina      | 1986-1987 |
| Argentino       | Monte Maíz, Argentina   | 1988-1989 |

### Como entrenador
| Club | País                           | Año       |
| --- | ------------------------------ | --------- |
| The Strongest (Prep. Físico)                                                                            | La Paz, Bolivia                | 2014-2015 |
| Club Deportivo Guabirá                                                                                  | Montero, Bolivia               | 2014-2015 |
| Club Atlético Regina                                                                                    | Villa Regina, Argentina        | 2013-2014 |
| Atlético Olimpo Asociación Mutual                                                                       | Laborde, Argentina             | 2012-2013 |
| Club Deportivo Guaraní Antonio Franco                                                                   | Posadas, Argentina             | 2011      |
| Club Atlético Central Córdoba                                                                           | Santiago del Estero, Argentina | 2010-2011 |
| Club Atlético Tiro Federal Argentino                                                                    | Rosario, Argentina             | 2007-2009 |
| Club Atlético San Jerónimo                                                                              | San Jerónimo, Argentina        | 2006      |
| Club Atlético Argentino                                                                                 | Rosario, Argentina             | 2005      |
| Club Atlético San Martín de Chovet                                                                      | Chovet, Argentina              | 2004      |
| Club Atlético Central Norte                                                                             | Salta, Argentina               | 2003      |
| Club Atlético Rosario Central (Ayudante de campo 1.ª división y director técnico de 4.ª y 5.ª división) | Rosario, Argentina             | 2001-2002 |
| Club Atlético Unión                                                                                     | Santa Fe, Argentina            | 1997-1999 |
| Club Atlético Rosario Central (Director técnico de divisiones inferiores)                               | Rosario, Argentina             | 1992-1996 |
| Club Atlético Semillero                                                                                 | Argentina                      | 1990-1991 |
| Atlético Olimpo Asociación Mutual                                                                       | Laborde, Argentina             | 1987-1989 |
| Club Atlético Recreativo                                                                                | Laborde, Argentina             | 1985-1986 |